# Oliver Schündler

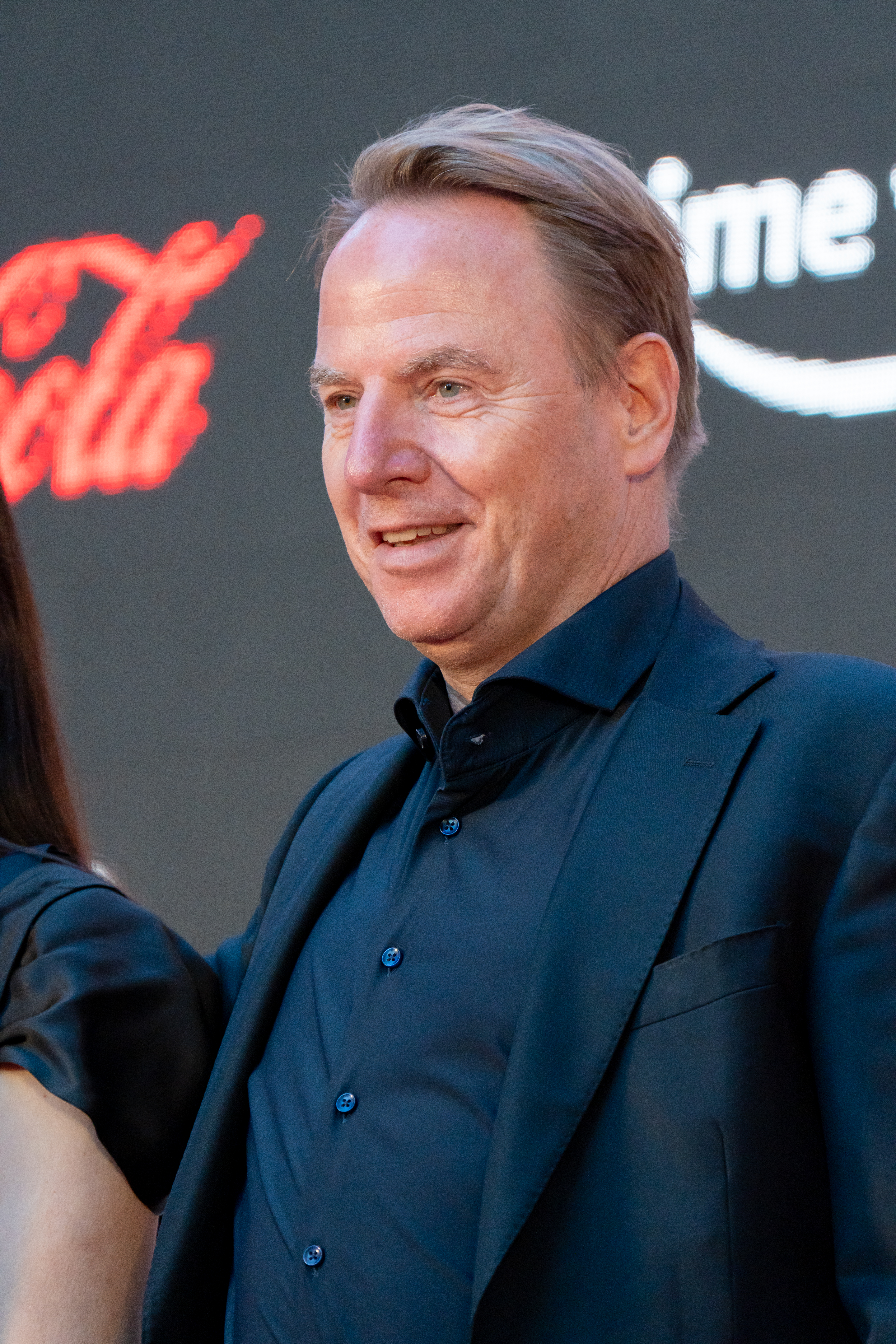
Oliver Schündler (2023)

Oliver Schündler (* 10. August 1966 in München) ist ein deutscher Film- und Fernsehproduzent. Er ist Geschäftsführer und Eigentümer der Lucky Bird Pictures GmbH, München.

## Leben
Schündler ist der Sohn der Fotografin Verena Schündler und des Regisseurs und Schauspielers Rudolf Schündler, an dessen Seite er als Siebenjähriger eine kleine Rolle in der Familienkomödie Als Mutter streikte spielte. Nach dem Abitur und Auslandsaufenthalten in Italien und den USA schloss er 1988 zunächst eine Ausbildung zum Bankkaufmann ab. Schon während seiner Lehrzeit inszenierte er mehrere Theaterstücke (u. a. Enzensbergers/Molières Der Menschenfeind, Ödön von Horváths Glaube, Liebe, Hoffnung und Martin Walsers Kinderspiel) und begann unmittelbar nach seiner Lehre zunächst als Freiberufler diverse Hospitanzen und Praktika am Theater (u. a. Piccolo Teatro, Bayerisches Staatsschauspiel) und arbeitete als Lektor und Produktionsassistent bei Film und Fernsehen.
Nach einer ersten Festanstellung 1991 als Dramaturg bei der Neuen Deutschen Filmgesellschaft wechselte er als Regieassistent und Abendspielleiter zunächst an das Bayerische Staatsschauspiel München, anschließend zu den Salzburger Festspielen. Als Regieassistent arbeitete Schündler u. a. mit Matthias Hartmann, Günther Beelitz, George Tabori, Robert Lepage, Leander Haußmann, Peter Stein und Luca Ronconi.
1994 wurde Schündler zunächst Dramaturg bei der Bavaria Film GmbH und war zwischen 1995 und 2000 als Produzent verantwortlich für diverse TV-Movies, Serien und Reihen. 2001 übernahm er innerhalb der Bavaria Media GmbH die Leitung der internationalen Koproduktionen. Unter dem neuen Label Bavaria Media Television vereinte Schündler die TV-Aktivitäten der Bavaria Film Gruppe im Weltvertrieb und die internationalen Koproduktionen unter einem Dach. Parallel übernahm er ab 2004 die Geschäftsführung der neu gegründeten Bavaria Media Italia s.r.l. in Rom und wurde ab 2005 Ko-Geschäftsführer der Rechtevertriebsfirma German United Distributors GmbH, Köln.
2008 gründete er gemeinsam mit der schwedischen Yellow Bird AB unter dem Dach der Zodiak Media Group die Yellow Bird Pictures GmbH in München als deren geschäftsführender Gesellschafter. Nach einem Management-Buy-out übernahm Oliver Schündler im Jahr 2012 das Film- und Fernsehproduktionsunternehmen unter dem jetzigen Namen Lucky Bird Pictures GmbH vollständig.
Seit 2001 arbeitet Schündler mit dem Münchener Produzenten Boris Ausserer eng zusammen, mit dem er gemeinsam für Kino und Fernsehen produziert.
Zu seinen wichtigsten Arbeiten zählen die ZDF-Komödie Verdammtes Glück, die 1997 den neuen Fernsehfilm-Timeslot montags um 20.15 Uhr eröffnete, der Thriller Der Tod in Deinen Augen mit Thomas Kretschmann, der Dreiteiler Antonia, die Verfilmung von Henning Mankells Der Chinese und die Kino-Koproduktionen Gespensterjäger und Elser. Derzeit bereitet er eine SciFi-Fernsehserie mit dem Arbeitstitel Mars – You Will Never Come Back vor.
Die Filme seiner Produktionsfirma Lucky Bird Pictures werden weltweit vertrieben und laufen u. a. in Italien, Frankreich, Spanien, Großbritannien und den USA in Kinos und Fernsehen.
Als Produzent des Kinofilms Elser wurde Schündler 2015 gemeinsam mit Boris Ausserer mit dem Bayerischen Filmpreis ausgezeichnet. 
Seit 2019 produziert Oliver Schündler die erfolgreiche ARD-Serie Watzmann ermittelt. 
Im Mai 2022 begann Oliver Schündler gemeinsam mit seinem Kollegen Boris Ausserer die Produktion der Literaturverfilmung Die Mittagsfrau (nach dem BestellerRoman von Julia Franck). Regie führte Barbara Albert. Die Hauptrolle ist mit Shootingstar Mala Emde als Helene besetzt, neben ihr sind Max von der Groeben als Wilhelm, Thomas Prenn als Karl, Liliane Amuat als Martha und Fabienne Eliane Hollwege als Fanny zu sehen. Die Verfilmung soll 2023 in die Kinos kommen.

## Privatleben
Schündler ist Vater von vier Kindern und lebt mit seiner Lebensgefährtin Antje Lenk in der Nähe von München.

## Auszeichnungen
Produzentenpreis des Bayerischen Filmpreises 2014 für die „Beste Produktion“ des Kinofilms „Elser“

## Filmografie

### Produzent
- 1996:	Verdammtes Glück (Fernsehfilm, ZDF)
- 1996:	Die Unzertrennlichen (Familienserie, 13 Teile, Sat.1)
- 1997:	Hilfe, meine Frau heiratet (Fernsehfilm, Sat.1)
- 1997:	Herz über Kopf (Fernsehfilm, ZDF)
- 1999:	Der Tod in Deinen Augen (Fernsehfilm, Sat.1)
- 1999–2001: Eine Liebe auf Mallorca 1-3 (Fernsehfilme, ZDF)
- 2001: Antonia – Zwischen Liebe und Macht (Mini-Serie, 3x90’)
- 2001:	Wir bleiben zusammen (Fernsehfilm, ZDF)
- 2005:	Der Todestunnel – Nur die Wahrheit zählt (Fernsehfilm, u. a. Sat.1/ORF/Mediaset)
- 2011:	Der Chinese (Fernsehfilm, Mini-Serie, 2x90‘, ARD)
- 2011:	Ausgerechnet Sex! (Fernsehfilm; Sat.1)
- 2012:	Bankraub für Anfänger (Fernsehfilm, ZDF)
- 2012:	Die kleine Lady (Fernsehfilm, ARD)
- 2014:	Gespensterjäger – Auf eisiger Spur (Kino)
- 2014:	Elser – Er hätte die Welt verändert (Kino)
- 2019: Der Auftrag (Fernsehfilm, ARD)
- 2019: Watzmann Ermittelt (ARD Fernsehserie)
- 2022: Die Mittagsfrau (in Produktion)

### Koproduzent
- 2000: Das Findelkind (Fernsehfilm, ARD)
- 2001: Die Auferstehung (Fernsehfilm, ARD/ORF/FR2/RAI)
- 2001:	La bicyclette bleu (Fernsehfilm, FR2/RAI)
- 2003:	Da wo die Liebe wohnt (Fernsehfilm, ARD/ORF)
- 2004:	Eine Liebe in Venedig (Fernsehfilm, ARD/RAI)
- 2005:	Liebe geht durch den Magen (Fernsehfilm, ARD/RAI)
- 2008:	Die Jahrhundertlawine (Fernsehfilm, RTL)